# Domingo Massaro
Domingo Massaro (Iquique, 1927. augusztus 28. – 2025. március 6.) chilei nemzetközi labdarúgó-játékvezető.

## Pályafutása

### Labdarúgóként
Finnországban Helsinki adott otthont az 1952. évi nyári olimpiai játékoknak, ahol a Chilei labdarúgó-válogatott tagjaként a 13-as mezben szerepelt.

#### 1952. évi nyári olimpiai játékok
| Időpont          | Helyszín              | Mérkőzés típusa | Mérkőzés       | Játékvezető  | Eredmény | Nézők száma |
| ---------------- | --------------------- | --------------- | -------------- | ------------ | -------- | ----------- |
| 1952. július 16. | Városi Stadion, Kotka | selejtezők      | Egyiptom–Chile | John Nilsson | 5 – 4    | 5354        |

### Nemzeti játékvezetés
1971-ben a Primera División játékvezetőjeként vonult vissza.

### Nemzetközi játékvezetés
A Francia labdarúgó-szövetség Játékvezető Bizottsága (JB) terjesztette fel nemzetközi játékvezetőnek, a Nemzetközi Labdarúgó-szövetség (FIFA) 1960-tól tartotta nyilván bírói keretében. A FIFA JB központi nyelvei közül a spanyolt beszélte. Több nemzetek közötti válogatott és klubmérkőzést vezetett, vagy működő társának partbíróként segített. Az aktív nemzetközi játékvezetéstől 1971-ben búcsúzott.

#### Labdarúgó-világbajnokság
A világbajnoki döntőkhöz vezető úton Mexikóba a IX., az 1970-es labdarúgó-világbajnokságra a FIFA JB játékvezetőként alkalmazta. Selejtező mérkőzést a CONMEBOL zónában vezetett.

##### 1970-es labdarúgó-világbajnokság

###### Selejtező mérkőzés
| Időpont             | Helyszín                 | Mérkőzés típusa           | Mérkőzés          | Eredmény |
| ------------------- | ------------------------ | ------------------------- | ----------------- | -------- |
| 1969. augusztus 17. | Városi Stadion, Asunción | előselejtező (2. csoport) | Paraguay–Brazília | 0 – 3    |

#### Nemzetközi kupamérkőzések
Vezetett kupadöntők száma: 3.

##### Interkontinentális kupa
| Időpont           | Helyszín                        | Mérkőzés típusa        | Mérkőzés                         | Eredmény | Nézők száma |
| ----------------- | ------------------------------- | ---------------------- | -------------------------------- | -------- | ----------- |
| 1969. október 22. | Bombonera Stadion, Buenos Aires | döntő második mérkőzés | Estudiantes de La Plata–AC Milan | 2 – 1    | 45 000      |

##### Copa Libertadores
| Időpont         | Helyszín                       | Mérkőzés típusa        | Mérkőzés                                          | Eredmény | Nézők száma |
| --------------- | ------------------------------ | ---------------------- | ------------------------------------------------- | -------- | ----------- |
| 1968. május 7.  | Estádio do Pacaembu, São Paulo | döntő második mérkőzés | SE Palmeiras–Estudiantes de La Plata              | 3 – 1    | 40 000      |
| 1969. május 15. | GSP Stadion, Nicosia           | döntő első mérkőzés    | Club Nacional de Football–Estudiantes de La Plata | 65 000   |             |